# Lonchoptera digitata
Lonchoptera digitata är en tvåvingeart som beskrevs av Zhiming Dong 2008. Lonchoptera digitata ingår i släktet Lonchoptera och familjen spjutvingeflugor. Inga underarter finns listade i Catalogue of Life.